# Inspirierte
Die Inspirierten (lat. für mit Eingebung Versehene) sind eine christliche Freikirche. Sie erkennen neben der Bibel auch die nach ihrem Glauben vom Heiligen Geist inspirierte Rede als Quelle göttlicher Offenbarung an.
Ihre Bewegung ist an der Wende vom 17. zum 18. Jahrhundert aus dem radikalen Pietismus hervorgegangen. Nach Form und Inhalt ihrer Religiosität haben die Inspirierten viele Berührungspunkte mit den Erweckungsbewegungen des 17. und 18. Jahrhunderts und mit der Pfingstbewegung von heute. Die Inspirierten wanderten im 19. Jahrhundert in die USA aus, wo ein Teil von ihnen die Amana Colonies begründeten.

## Geschichte der Inspirationsgemeinden

### Ursprünge in Frankreich
Die Ursprünge der Inspirationsgemeinden gehen auf die Verfolgung der französischen Hugenotten nach dem Widerruf des Edikts von Nantes durch König Ludwig XIV. zurück. Viele protestantische Glaubensflüchtlinge zogen sich nach 1685 in die abgelegenen Regionen der Cevennen zurück, wo es aufgrund der anhaltenden Verfolgung zu Beginn des 18. Jahrhunderts zum sogenannten Kamisardenaufstand kam. In dessen Verlauf verwüsteten die königlichen Truppen weite Landstriche und zerstörten die dort bestehenden protestantischen Gemeindestrukturen.
Da immer mehr Pfarrer verhaftet wurden oder fliehen mussten, entstand eine Bewegung von theologisch nicht ausgebildeten Laienpredigern, die eine ekstatisch-visionäre Religiosität vertraten. Die erste inspirierte Prophetin war die etwa 16-jährige Isabeau Vincent, die erstmals im Februar 1688 auftrat.
Nach der Niederschlagung des Aufstands 1704 wanderten viele Hugenotten aus den Cevennen in protestantische Nachbarländer Frankreichs aus. Als Exulanten fanden sie u. a. Zuflucht in England, wo sie als „French Prophets“ bezeichnet wurden und in London eine eigene Gemeinde gründeten, da die dortige Hugenottengemeinde sie nicht integrieren konnte. Auch die anglikanische Staatskirche lehnte sie ab. Jedoch fanden sie Sympathien bei den englischen Dissenters. Seit 1709 unternahmen die französischen Propheten missionarische Reisen durch den europäischen Kontinent unter apokalyptischem Vorzeichen.

### Die Inspirierten in Deutschland
Auf Deutschland griffen die Ideen der Inspirierten spätestens 1711 über, als die beiden geflohenen Erweckungsprediger Allut und Marion in pietistischen Gemeinden der Wetterau Aufnahme fanden. Dort bildeten sich in den Folgejahren die ersten 10 deutschen Inspirationsgemeinden, von denen aus sich die neue Glaubensrichtung vor allem im Südwesten und Westen Deutschlands verbreitete. Anknüpfen konnten die „französischen Propheten“ an die ekstatischen Erfahrungen unter radikalen Pietisten, die diese seit den 1690er Jahren machten.
Aufsehenerregend waren die äußeren Erscheinungen der Ekstase. Die vom Geist ergriffenen „Werkzeuge“ verfielen zunächst in krampfartige Bewegungen. Dieser Zustand wurde dann meist von einer kataleptischen Starre, in der das sensorische Empfinden ausgeschaltet war, abgelöst. Daraufhin begannen die „inspirierten“ Reden der „Werkzeuge“, in denen entweder Gott selbst als Redender vorgestellt, seine Botschaften in der Dritten Person an die Anwesenden gerichtet oder Gebete an Gott gerichtet wurden. Der Inhalt der Predigten hatte zwei Hauptthemen: Der Ruf zur Buße und die Ankündigung einer baldigen Wende der derzeitigen Verhältnisse in apokalyptischen Weissagungen. Die Aussprachen der „Propheten“ wurden von Schreibern mitgeschrieben und publiziert. Sie wurden zu heiligen Schriften und traten neben die Bibel.
Bald nach dem Auftreten der Inspirationsbewegung in Deutschland übernahmen deutsche Prediger die Leitung der neu entstehenden Gemeinden. Da diese auf Distanz zu den offiziellen Landeskirchen bedacht waren, wurden die Inspirierten auch als Separatisten bezeichnet. Es wurden feste Gemeindestrukturen gebildet. Nach deren Festigung gingen die Inspirationsphänomene zurück. Ein „Werkzeug“ nach dem anderen verstummte. Einzig Johann Friedrich Rock behielt bis zu seinem Tod 1749 die Inspirationsgabe.
Auf besonders fruchtbaren Boden fielen die Ideen der französischen Prediger bei den Pietisten in Württemberg. Aus dem Herzogtum gingen zwei der bedeutendsten Führungspersönlichkeiten der deutschen Inspirierten hervor, der Pfarrersohn und ysenburg-büdingische Hofsattler Johann Friedrich Rock und Eberhard Ludwig Gruber, Diakon in Großbottwar. Weitere Zentren der Bewegung in Deutschland wurden die Kumulationspunkte des radikalen Pietismus: in den beiden (Teil-)Grafschaften der Grafschaft Ysenburg und Büdingen in der Wetterau, und zwar in der Grafschaft Ysenburg-Büdingen-Wächtersbach, zu der die Ronneburg gehörte, und in der Grafschaft Ysenburg-Büdingen-Meerholz in der Gemeinde Lieblos, die Städte Frankfurt am Main und Hanau sowie die Grafschaften Sayn-Wittgenstein-Berleburg und Sayn-Wittgenstein-Hohenstein. 1739 wurde auch in der religiösen Freistatt Neuwied eine Inspirationsgemeinde gegründet.
In der ersten Hälfte des 18. Jahrhunderts gewannen die Inspirierten trotz ihrer geringen Zahl prägenden Einfluss auf den radikalen Pietismus. Vielfach wurden sie jedoch selbst von protestantischen Landesherren verfolgt. Auch durch den Halleschen Pietismus und viele radikale Pietisten wurden sowohl die Inspirationsphänomene wie auch die Gemeindebildungen der Inspirierten abgelehnt.

### In den USA
Aufgrund dieser Ablehnung durch die Obrigkeit entschlossen sich die meisten Inspirationsgemeinden bis zu Beginn des 19. Jahrhunderts zur Auswanderung. Einige wenige gingen nach Russland, die meisten aber emigrierten in die USA, wo sie beispielsweise die Stadt New Harmony in Indiana gründeten. In Iowa begründeten die Inspirierten die Amana Colonies. In der Nähe von Cedar Rapids in Iowa besteht mit der Amana Church Society noch heute eine kleine, 450 Mitglieder (Stand: 2006) zählende Gemeinde von Inspirierten, die auf deutsche Einwanderer zurückgeht. Zu den Schwarzenau Brethren, die ebenfalls auf den Radikalen Pietismus zurückgehen, gibt es Berührungspunkte.

## Glaubensinhalte und -praktiken
Als Anhänger des radikalen Pietismus waren die ersten Inspirierten in der Regel Christen, die sich von der Orthodoxie des lutherischen oder reformierten Landeskirchentums abgewandt hatten. Sie suchten in visionärer, teils mystischer Schau einen unmittelbaren Zugang zur Erfahrung Gottes.
Sie haben nie ein gemeinsames, in sich geschlossenes theologisches System ausgebildet, und ihre höchsten Organisationsformen waren die einzelnen Gemeinden, die sehr viel Freiraum hatten, sich mal zu dieser mal zu jener Richtung ihres Glaubens zu bekennen. Dies macht auch die Unterscheidung zwischen den einzelnen Gruppierungen der Inspirationsgemeinden sehr kompliziert. Einzigartig im Bereich des radikalen Pietismus ist die Tatsache, dass die Inspirierten ein gemeinsames Gesangbuch herausgaben, den Davidischen Psalter.
Allen gemeinsam war jedoch die Orientierung an einer sehr engen, teils wörtlichen, teils mystischen Auslegung der Schrift. Ihre eigentliche Besonderheit, der sie ihren Namen verdanken, ist das sogenannte Inspirationsphänomen. Außer an die Worte der Bibel glauben die Inspirierten an die direkte Inspiration mancher Gemeindemitglieder durch Gott. Diese Gemeindemitglieder, die auch als 'Werkzeuge' bezeichnet werden, äußerten sich während der Gottesdienste in sogenannten 'prophetischen Aussprachen'.
Weitere Gemeinsamkeiten der Inspirierten bestehen in der Ablehnung der Sakramente sowie von Kriegsdienst und Eidesleistungen. Hierin zeigen sich Überschneidungen mit täuferischen Gemeinschaften. Dazu kommt ein sehr intensives Gemeindeleben, das insbesondere in den Auswanderergemeinden oft christlich-frühkommunistische Formen annahm. So gab es in den Amana-Kolonien in Iowa bis 1932 kein Privateigentum. Auch chiliastische Vorstellungen sind unter den Inspirierten verbreitet.